# Tomas Oppus
Tomas Oppus é um município de  quinta classe de renda municipal (d) na província Leyte do Sul, nas Filipinas. De acordo com o censo de 1 de maio  de  2020 possui uma população de 16 990 pessoas e 4 050 domicílios.